# برمون رفيع الرأس
برمون رفيع الرأس (الاسم العلمي: Lates angustifrons) (بالإنجليزية: Tanganyika lates)‏ هو نوع من الأسماك يتبع جنس البرمون من الفصيلة البرمونية.